# منتخب بلجيكا لهوكي الجليد للسيدات
منتخب بلجيكا الوطني لهوكي الجليد للسيدات (بالفرنسية: Équipe de Belgique féminine de hockey sur glace)‏ هو ممثل بلجيكا الرسمي في المنافسات الدولية في هوكي الجليد للسيدات.